# Cryosophila kalbreyeri
Cryosophila kalbreyeri é uma espécie de angiospermas da família Arecaceae.
Pode ser encontrada nos seguintes países: Colômbia e Panamá.
Está ameaçada por perda de habitat.